# Platysenta remissa
Platysenta remissa är en fjärilsart som beskrevs av Walker 1857. Platysenta remissa ingår i släktet Platysenta och familjen nattflyn. Inga underarter finns listade i Catalogue of Life.